# دينيسي جونز (مغنية)
دينيسي جونز (بالإنجليزية: Denise Jones)‏ هي مغنية أمريكية، ولدت في 22 مارس 1969.

## وصلات خارجية
- دينيسي جونز على موقع ميوزك برينز (الإنجليزية)
- دينيسي جونز على موقع ديسكوغز (الإنجليزية)